# Panicum leibergii
Panicum leibergii är en gräsart som först beskrevs av George Vasey, och fick sitt nu gällande namn av Frank Lamson Scribner. Panicum leibergii ingår i släktet vipphirser, och familjen gräs. Inga underarter finns listade i Catalogue of Life.

## Bildgalleri

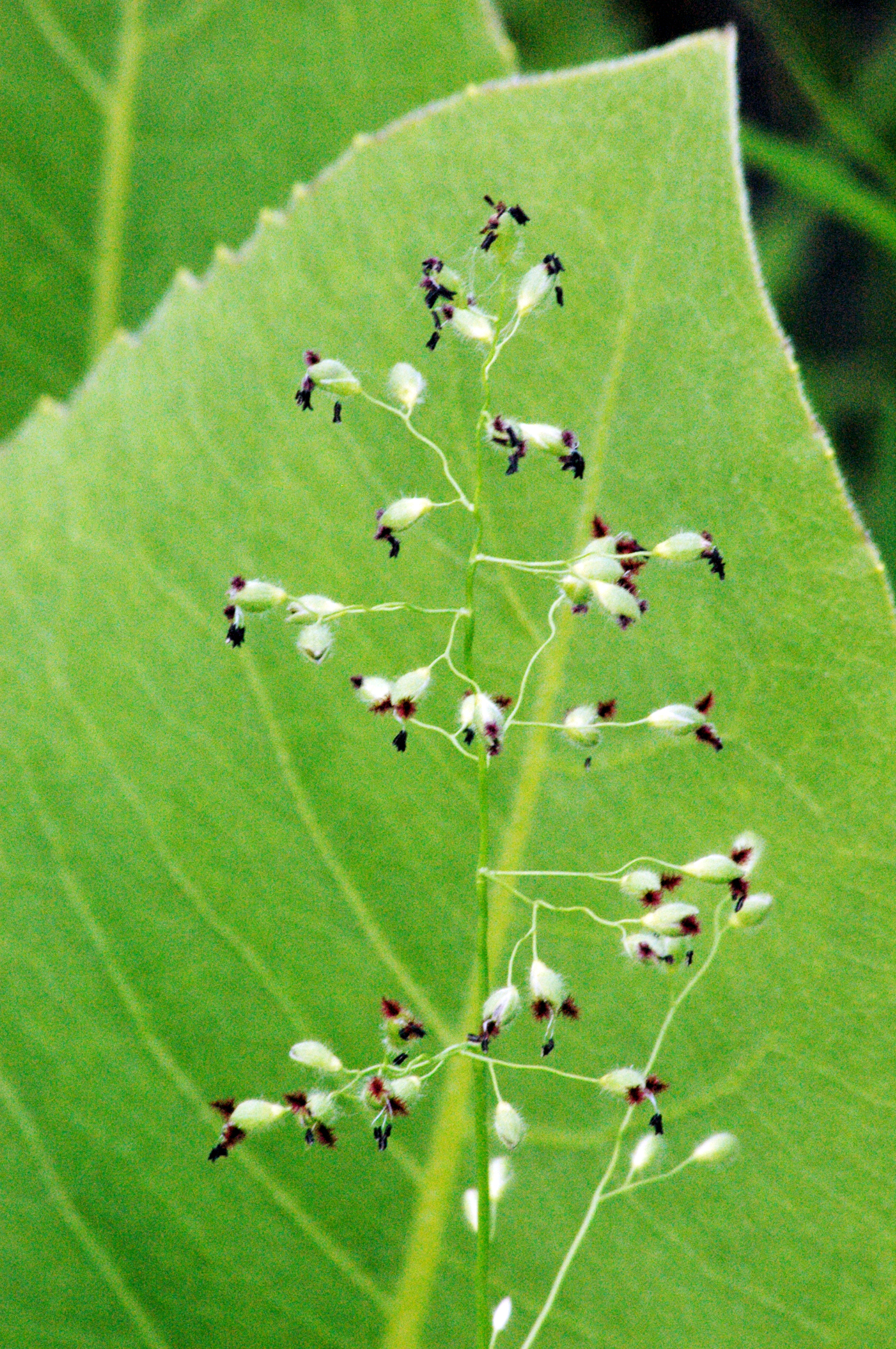